# Arroyo Pergamino
Arroyo Pergamino är en flod  i Argentina.  Den ligger i provinsen Buenos Aires, i den centrala delen av landet, 180 kilometer väster om huvudstaden Buenos Aires.
Omgivningen kring Arroyo Pergamino består till största delen av jordbruksmark och området är ganska glesbefolkat, med 23 invånare per kvadratkilometer.